# 谷川健次
谷川 健次（たにがわ けんじ）は、日本の地方公務員。東京都財務局長、東京都副知事、東京都オリンピック招致委員会副会長、東京臨海ホールディングス代表取締役社長、地方公共団体金融機構副理事長等を歴任した。

## 人物・経歴
1968年東京都庁入庁。1971年中央大学商学部卒業。2001年東京都生活文化局私学部長。2002年東京都建設局総務部長。2005年東京都財務局長。2007年から東京都副知事を務め、東京都オリンピック招致委員会副会長を兼務し、2016年東京オリンピック構想にあたった。2009年東京臨海ホールディングス代表取締役社長。2010年東京港埠頭代表取締役社長。2011年地方公共団体金融機構副理事長。2018年春の叙勲で瑞宝中綬章受章。